# خفج جرجيري
خفج جرجيري[بحاجة لمصدر] (الاسم العلمي: Diplotaxis erucoides) هو نوع من النباتات تتبع جنس الخفج من الفصيلة الكرنبية.